# Džbánice
Džbánice település Csehországban, a Znojmói járásban. Džbánice Trstěnice, Skalice, Dobelice, Čermákovice és Vémyslice településekkel határos. Lakosainak száma 135 fő (2024. január 1.).

## Népesség
A település lakosságának változását az alábbi diagram mutatja:
| Lakosok száma | 213  | 247  | 290  | 219  | 219  | 163  | 156  | 148  | 138  | 135  |
|               | 1869 | 1890 | 1921 | 1950 | 1980 | 2001 | 2017 | 2019 | 2022 | 2024 |